# بد میتس ایول
بد میتس اویل (به انگلیسی: Bad Meets Evil) نام گروه رپی است که در سال ۱۹۹۸ در دیترویتِ ایالتِ میشیگانِ ایالات متحده آمریکا توسط امینم و رویس دا۹'۵ شکل گرفت.مهمترین کار این گروه در آلبوم اسلیم شیدی ال پی از امینم بود که ترانه‌ای با نام همین گروه از اعضای این گروه منتشر شد.بد میتس اویل تا اوایل دهه ۲۰۰۰ به کار خود ادامه داد اما چندی بعد امینم از این گروه جدا شد و همکاری خودش را در گروه دی ۱۲ ادامه داد.این گروه در سال ۲۰۱۰ مجدداً با همین دو عضو تشکیل شد و اولین آلبوم رسمی خود با نام جهنم: عاقبت منتشر کرد که تک‌آهنگ فست لین از معروفترین آهنگ‌های این آلبوم اعلام شد و موزیک ویدئو دومین سینگل از این آلبوم با نام "لایترز (فانوس ها)" توانست تا رتبه ۴ بیلبورد پیش رود.

## اعضا
- امینم
- رویس دا۹'۵

## دیسکوگرافی

### آلبوم‌ها
- جهنم: عاقبت (۲۰۱۱)

این آلبوم شامل ۹ ترک اصلی و ۲ ترک اضافی می‌باشد. برونو مارس و گروه اسلاترهاوس هنرمندان مهمان این ای پی به‌شمار می روند. ویدئوهای ساخته شده از این آلبوم ویدئوی "فست لین" و ویدئوی "فانوس ها" با حضور برونو مارس می‌باشد.

### تکی‌ها
- (1999) "Nuttin' to Do"